# Іранська премія фантастики
Іранська премія фантастики (перс. مسابقه داستان‌نویسی گمانه‌زن) - літературна премія, що щорічно надається артистам у галузі наукової фантастики, фентезі та фантастики жахів в Ірані. Ця премія вперше започаткована навколо конкурсу наукової фантастики та фентезі, до 2008 року премія носила назву "Літературний конкурс наукової фантастики та фентезі" (наразі — конкурс фантастичних оповідей), який вперше був проведений взимку 2005 року. Організаційна академія оголосила про офіційне розірвання конкурсу в червні 2014 року після семи раундів змагань.
Суперечлива сюжетна лінія — це перегони за найкращу наукову фантастику, фентезі чи історію жахів, яка проводиться незалежно в рамках премії "Мистецтво та граматика".

## Історія
Перші чотири раунди конкурсу (1384-1387 роки за іранським календарем) відбулися під назвою Фантастичний  конкурс Академії фентезі (перс. آکادمی فانتزی).
Перший раунд конкурсу відбувся взимку 2005 року. Як повідомляє вебсайт Академії фентезі, команда зберігачів групи створила конкурс, щоб досягти своїх наукових та культурних цілей та підтримати виробництво перського змісту в цій галузі літератури.

## Загальні умови
1. Предмет творів є вільним, але має бути написаним в галузі белетристики та наукової фантастики, або в комбінації обох.
2. Роботи не повинні бути копіями з інших історій.
3. Кожна робота має містити не більше 15000 слів (мінімум відсутній).
4. Заявки приймаються як файл електронного документа з дотриманням практики та принципів письма.
5. Кожен автор може подати до п'яти творів на змагання.

Окрім загальних умов існують різні бонуси.